# Lilia Vaiguïna-Efremova
Pour les articles homonymes, voir Efremov.
Lilia Nikolaïevna Vaïguina-Efremova (en russe : Лилия Николаевна Вайгина-Ефремова), née le 15 avril 1977 à Tcheboksary (Russie), est une biathlète ukrainienne. 

## Carrière
Elle commence le biathlon au niveau international en 1999 avec la Russie puis opte pour l'équipe de Biélorussie après avoir raté sa qualification pour les Jeux olympiques d'hiver de 2002. Elle remporte l'hiver suivant sa première victoire à l'occasion d'un relais disputé à Osrblie. Elle passe ensuite à la nationalité ukrainienne après de nouveaux désaccords à l'entraînement. En 2006, après avoir obtenu son premier podium individuel lors du sprint de Pokljuka, elle est médaillée de bronze du sprint aux Jeux olympiques de Turin.

## Palmarès

### Jeux olympiques
| Épreuve / Édition          | Individuel 15 km | Sprint 7,5 km                       | Poursuite 10 km | Départ en masse 12,5 km | Relais 4 × 6 km |
| Jeux olympiques 2006 Turin | 36e              | Médaille de bronze, Jeux olympiques | 8e              | 17e                     | 11e             |

### Coupe du monde
- Meilleur classement général : 26e en 2006.
- 2 podiums individuels : 2 troisièmes places[2].
- 3 podiums en relais : 1 victoire, 1 deuxième place et 1 troisième place.

#### Classements en Coupe du monde
| Nat.        | Saison    | Classement général final | Individuel | Sprint | Poursuite | Mass start |
| Russie      | 1999-2000 | 55e                      |            | 43e    | nc        |            |
| Russie      | 2000-2001 | 74e                      | 55e        | nc     |           |            |
| Russie      |           |                          |            |        |           |            |
| Biélorussie | 2002-2003 | 34e                      | nc         | 30e    | 33e       | 25e        |
| Ukraine     | 2003-2004 | 63e                      | nc         | 62e    | 53e       |            |
| Ukraine     | 2004-2005 | 60e                      | nc         | 47e    | 69e       |            |
| Ukraine     | 2005-2006 | 26e                      | 37e        | 20e    | 23e       | 34e        |
| Ukraine     | 2006-2007 | nc                       | nc         | nc     |           |            |
| Ukraine     | 2007-2008 | 57e                      | nc         | 60e    | 45e       |            |
| Ukraine     | 2008-2009 | 57e                      | 47e        | 58e    | 70e       | 40e        |
| Ukraine     | 2009-2010 | 53e                      | nc         | 50e    | 38e       |            |

### Championnats d'Europe
- Médaille d'argent de la poursuite et du relais en 2001.
- Médaille d'argent du relais en 2002.
- Médaille de bronze du relais en 2003.
- Médaille de bronze de l'individuelle en 2008.

## notes et références
1. ↑  (en) Profil olympique de Lilia Vaiguïna-Efremova sur sports-reference.com (archivé)
2. ↑  Le podium obtenu aux Jeux olympiques de Turin compte pour la Coupe du monde selon l'IBU.